# Cedar Ridge (Kalifornija)
Cedar Ridge je naseljeno područje za statističke svrhe u američkoj saveznoj državi Kalifornija. Prema popisu stanovništva iz 2010. u njemu je živjelo 1,132 stanovnika.